# گرد من
گرد من (انگلیسی: Gerd Menne; ۱۴ دسامبر ۱۹۳۹ – ۲۹ فوریهٔ ۲۰۲۰) بازیکن فوتبال اهل آلمان بود.
از باشگاه‌هایی که در آن بازی کرده‌است می‌توان به باشگاه فوتبال اشتوتگارت اشاره کرد.